# Vuurklei
Vuurklei is een vuurvaste klei, het materiaal waaruit vuurvaste stenen en in het algemeen vuurvast keramiek worden gemaakt. De benaming wordt gebruikt binnen de keramische industrie, maar niet binnen de geologie.
De klei hoort tot de groep der kaolinieten of kandieten, bestaande uit het aluminiumsilicaat met de structuur Al4(Si4O10)(OH)8 plus verontreinigingen zoals alkaliën en ijzeroxide. Afhankelijk van het verontreinigingsgehalte worden ze als meer of minder vuurvast geclassificeerd.